# Platypanchax modestus
Platypanchax modestus är en fiskart som först beskrevs av Pappenheim, 1914.  Platypanchax modestus ingår i släktet Platypanchax och familjen Poeciliidae. IUCN kategoriserar arten globalt som livskraftig. Inga underarter finns listade i Catalogue of Life.